# ميشيل ليزنبرغ
ميشيل ليزنبرغ (بالهولندية: Michiel Leezenberg) فيلسوف و فقيه في علم اللغة المقارن من هولندا يعمل مُدرِّسًا في قسم الفسلفة في جامعة أمستردام، وباحث في برنامج للبحث العلمي حول الإسلام في العالم الحديث. حصل على الدكتوراه عام 1995م بعد تخرجه في تخصصات الفلسفة و اللغات الكلاسيكية و اللغويات العامة. استوطن العراق كردستان لفترة ثم رجع إلى هولندا، وأصدر كتابه الفلسفة الإسلامية: تاريخ سنة 2001 والذي حاز به على جائزة كأس سقراط، ويعتبر ليزنبرغ بكتابه هذا ثاني هولندي يبحث في الفلسفة الإسلامية بجهد وعمق كبيرين بعد دي بور (T.J. De Boer) صاحب كتاب «تاريخ الفلسفة في الإسلام» مع فارقين أن الأول ألف بالهولندية ولم يُترجَم كتابه بينما الثاني كتب بالألمانية وترجم كتابه إلى الإنجليزية والعربية.

## مؤلفاته
- فلسفة العلوم للفلسفة للعلوم الإنسانية (2001 بمشاركة جيرارد دى فريس).
- الفلسفة الإسلامية: تاريخ (2001).
- لعنة أوديب: اللغة والديمقراطية والعنف في المأساة اليونانية (2006).
- العقلانية والتدين: استكشاف (2007).
- مدخل إلى القرآن للمبتدئين (2010).